# خالد شوقي حلبي
خالد شوقي حلبي (1977-) أسير فلسطيني في السجون الإسرائيلية من سكان مدينة القدس، اعتقل بتاريخ 19 نيسان عام 2002 بسبب خلفية انتـمائه للجبهة الشعـبية لتحرير فلسطين ونشاطه العسكري فيها، وحكم عليه بالسجن 28 سنة، حيث قضى منها 21 عام متنقلًا بين كافة السجون، ويتواجد حاليًا في سجن النفحة، وخلال انتفاضة الأقصى تعرّض خالد للمطاردة لمدة عامين، وبعدها تعرّض لتحقيق قاسٍ استمرّ لعدة شهور من قبل الاحتلال. ويتمتع الأسير حلبي بعلاقته الوطنية مع كافة الأسرى الفعالين حيث شارك في كافة الفعاليات والنشاطات وشارك أيضاً في الإضراب عن الطعام، وخلال سنوات أسره فقدَ الأسير خالد والده وحرمه الاحتلال من وداعه.